# Катастрофа Як-12 неподалік Єревану
Катастрофа Як-12 неподалік Єревану відбулася недільного ранку, 10 вересня 1961 року. Група з трьох озброєних чоловіків спробувала захопити легкомоторний літак Як-12М з метою втечі на ньому до Туреччини. Пілот літака, Бахшинян Едуард Мисакович, вступив у боротьбу з озброєними нападниками, внаслідок чого літак зазнав катастрофи неподалік міста. Всі хто перебував на борту літака зазнали важких травм. Згодом один із травмованих нападників помер у лікарні, а решту заарештували й засудили. Пілот літака, хоч і зазнав 9 ножових поранень і травм під час катастрофи літака — вижив і був нагороджений за свій вчинок орденом Червоного Прапора. 

## Передумови
Зловмисниками були троє молодих людей, які позиціонували себе як противники радянського режиму. Вони мріяли втекти за кордон і там опублікувати інформацію про репресії у Радянському Союзі. 
- Серж Туманян (25 років) — актор Єреванського драматичного театру та студент заочного відділення Єреванського університету.
- Генрік Секоян (25 років) — випускник медичного училища, проте працював не за спеціальністю, слюсарем-інструментальником у НДІ прикладної математики.
- Гарегін Мовсесян (27 років) — займався перепродажем дефіцитних товарів.

Генрік Секоян окрім іншого встиг взяти кілька уроків пілотування літаків. Чоловіки спланували захоплення легкомоторного літак, для втечі на ньому за кордон

## Захоплення літака
Того ранку борт СССР-44348 виконував пасажирський рейс за маршрутом Єреван—Єхегнадзор, пілотував його 25-річний Едуард Місакович Бахшинян. У салоні літака перебувало троє пасажирів, один сидів поруч з пілотом і ще двоє позаду. Близько 08:05 Як-12 виконав зліт, став на курс. Орієнтовно о 08:09, коли літак пролітав поблизу річки Аракс, зв'язок з ним несподівано урвався. 
На борту літака тим часом відбувалися карколомні події. Генрік Секоян, що сидів попереду, перерізав дроти радіостанції. Одночасно з цим двоє задніх пасажирів напали на пілота, завдаючи йому ножових поранень. Після цього зловмисники відтягли пілота з крісла, а керування літаком перебрав на себе Генрік Секоян. Секоян не зміг вирівняти політ літака, тоді зловмисники повернули пораненого пілота за штурвал. Отримавши управління, пілот вирівням машину, але за кілька секунд несподівано різко відхилив штурвал до упору вправо, а потім від себе, через що викрадачі втратили рівновагу і попадали, а літак тим часом стрімко мчав донизу. Ближче до землі пілот спробував вивести машину з піке, але для цього йому не вистачило висоти. Літак зачепивши стійками шасі дерева, втратив швидкість, впав на поле, перекинувся на дах і зруйнувався. Від злету до удару об землю минуло не більш ніж 6 хвилин.
Внаслідок катастрофи всі хто перебував на борту отримали травми. Згодом один з нападників, Гарегін Мовсесян помер в лікарні від отриманих травм. Інші викрадачі були затримані місцевими селянами, що підбігли до місця катастрофи.

## Подальші події
Згідно з повідомленням ТАРС, пілот отримав 9 ножових поранень, проте не зважаючи на це — вижив. По завершенню лікування він знову повернувся в авіацію, тепер уже пілотуючи великі літаки. Через два місяці після події Едуарда Бахшиняна було запрошено до Москви, на Пленум ЦК ВЛКСМ, де він був нагороджений орденом Червоного Прапора. Туманян і Секоян були засуджені до страти.